# IC 1046
IC 1046 — галактика типу Sc (компактна спіральна галактика) у сузір'ї Мала Ведмедиця.
Цей об'єкт міститься в оригінальній редакції індексного каталогу.